# Asota subretracta
Asota subretracta là một loài bướm đêm trong họ Erebidae.